# Biceps femoris

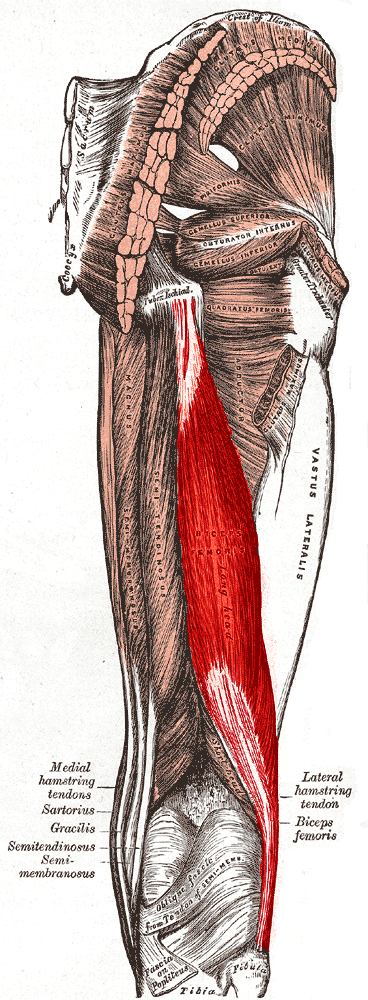
Musklerna på högra lårets baksida, med biceps femoris långa huvud markerat.

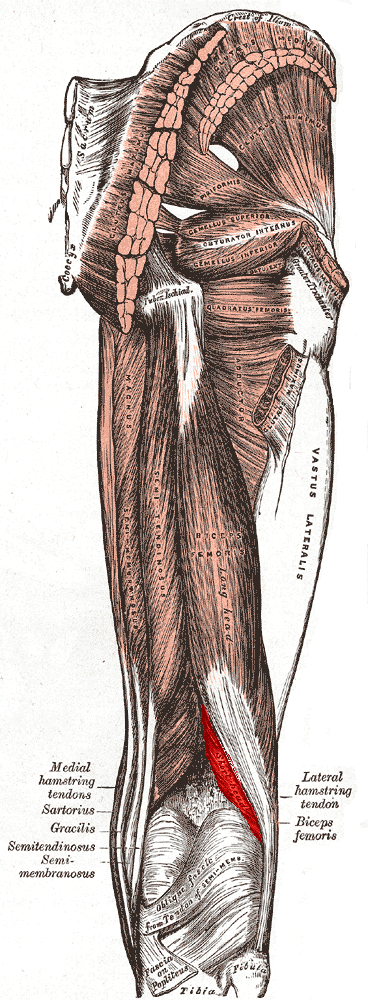
Musklerna på högra lårets baksida (samma bild som ovan), med den synliga delen av biceps femoris korta huvud markerat.

Biceps femoris eller musculus biceps femoris (latin för "lårets tvåhövdade muskel") är en skelettmuskel med två huvuden som sitter på baksidan av låret. Den övre infästningen sitter i bäckenbenet och den nedre i vadbenet.
Hos de partåiga hovdjuren är muskeln sammanväxt med musculus gluteus superficialis till musculus gluteobiceps. Hos de fyrfota däggdjuren strålar en sidosena från musculus biceps femoris (kallad tendo accessorius) in i hälsenan.

## Funktion
Det långa huvudet (caput longum) verkar såväl på höftleden (sträckning och utåtrotation) som på knäleden, det korta huvudet (caput breve) enbart på knäleden. På knäleden har de båda huvudena identisk verkan: de böjer knäleden och kan vid böjd knäled vrida underbenet utåt.

## Variationer
I viss fall saknas det korta huvudet. Utåtrotationen vid böjd knäled måste då utföras enbart av det långa huvudet.